# Снигирёвка
Снигирёвка (укр. Снігурівка) — город в Баштанском районе Николаевской области Украины, административный центр Снигирёвской городской общины. До 2020 года являлся административным центром упразднённого Снигирёвского района.

## Географическое положение
Город находится в 63 км к северо-востоку от Николаева, на Причерноморской низменности, в бассейне нижнего течения р. Ингулец, который является правым притоком Днепра в нижнем течении.
До 1960-х годов существовало речное судоходство Высота над уровнем моря — 45 м. Относится к степной природно-географической зоны.
Климат умеренно-континентальный с мягкой, малоснежной зимой и жарким засушливым летом. 
Количество атмосферных осадков колеблется от 300 до 350 мм
Почвы: южные чернозёмы, тёмнокаштановые, каштановые.

## История

### 1812—1917 гг.
На правом берегу реки Ингулец осенью 1812 года появились переселенцы из сёл Снегирёвка и Надейковичи Климовичского уезда Могилёвской губернии. Так как большинство их было из села Снегирёвка, то и назвали свой населённый пункт Снегирёвка.
По состоянию на 1886 год население Засельской волости Херсонского уезда Херсонской губернии составляло 2 181 человек. В Снигирёвке работали православная церковь, школа, земская станция и 2 лавки.

### 1918—1991 гг.
В ходе Великой Отечественной войны в 1941 году оккупировано наступавшими немецкими войсками, в марте 1944 года освобождён Советскими войсками в ходе Березнеговато-Снигирёвской наступательной операции. Из 1520 жителей Снигирёвки, которые пошли на фронт, в родной город вернулись только 680. Снигирёвцы с вниманием сохраняют в памяти имена погибших земляков и тех, кто сражался за город. В Снигирёвке установлено 4 памятника погибшим воинам.
В 1952 году около Снигирёвки была построена Ингулецкая оросительная система.
В 1961 году посёлок городского типа Снигирёвка получил статус города. В 1975 году население составляло 17 тысяч человек, здесь действовали ремонтно-механический завод, завод железобетонных изделий, маслодельный завод, консервный завод и несколько других предприятий.

### После 1991 года
В мае 1995 года Кабинет министров Украины утвердил решение о приватизации находившихся в городе АТП-14830, райсельхозхимии, завода строительных материалов и райсельхозтехники, в июле 1995 года было утверждено решение о приватизации завода железобетонных изделий, ремонтно-механического завода, специализированного АТП-1411, ПМК № 25, ПМК № 136, совхозов «Приозёрный» и «Ингулецкий».
24 ноября 2015 года Снегирёвская городская Рада во время декоммунизации переименовала проспекты, улицы, площади, проезды в городе.
Были заменены названия улиц Ватутина — Зоряна, Воровского — Тихая, Дзержинского — Гороховая, Октябрьская — Октября (в честь основания города), Калинина — Калиновая, Кирова — Вишнёвая, Котовского — Привокзальная, Комсомольская — Братня, Коцюбинського — ім. Михайла Коцюбинського, Ленина — Центральная, Орджоникидзе — Луговая, Пионерская — Пионерская, Постышева — Волошкова, П. Морозова- Квиткова, Радгоспна — Светлая, Фрунзе — Весняна, Червоногвардейська — Янтарная, Червоноармейська — им. врача Горбурова, Щорса — Бузкова, Крупскої — Паркова, переулок Комсомольський — переулок Братный, переулок Червоногвардейський — переулок Янтарный, переулок Червоноармейський — переулок, площадь имени В. И. Ленина — площадь Центральная, микрорайон Соцгородок — микрорайон Солнечный.
В 2016 году в Снигирёвке по распоряжению главы областной администрации было переименовано ещё несколько улиц.

### Российская оккупация
С 19 марта 2022 года, в ходе вторжения России в Украину, город находился под российской оккупацией. До оккупации город несколько раз подвергался обстрелам с российской стороны, так, 14 марта, в ходе авианалёта, был разрушен почти целый квартал. 10 ноября 2022 года Снигирёвка была освобождена украинскими войсками.  После освобождения в Снигиревке обнаружили тела 27 убитых во время оккупации. По данным властей, в ходе войны было разрушено 80% зданий. 27 мая 2024 года российские войска атаковали кафе и автомойку в Снигиревке ракетами и управляемыми авиабомбами, из-за атаки погибли трое человек и шестеро были ранены .

## Население
| 1959   | 1970   | 1979   | 1989   | 2001   | 2023  |
| ------ | ------ | ------ | ------ | ------ | ----- |
| 13 640 | 15 345 | 17 573 | 17 506 | 15 447 | 5 865 |

По данным переписи 2001 года украинцы составляли 87,85 % населения города, русские — 8,87 %, белорусы — 1,51 %.

### Языковой состав
Родной язык населения по данным переписи 2001 года:
| Язык       | Численность, чел. | Доля     |
| ---------- | ----------------- | -------- |
| Украинский | 13 032            | 84,65 %  |
| Русский    | 2 224             | 14,45 %  |
| Другое     | 140               | 0,90 %   |
| Итого      | 15 396            | 100,00 % |

В настоящее время украинский язык является официальным и основным языком города.

## Современное состояние

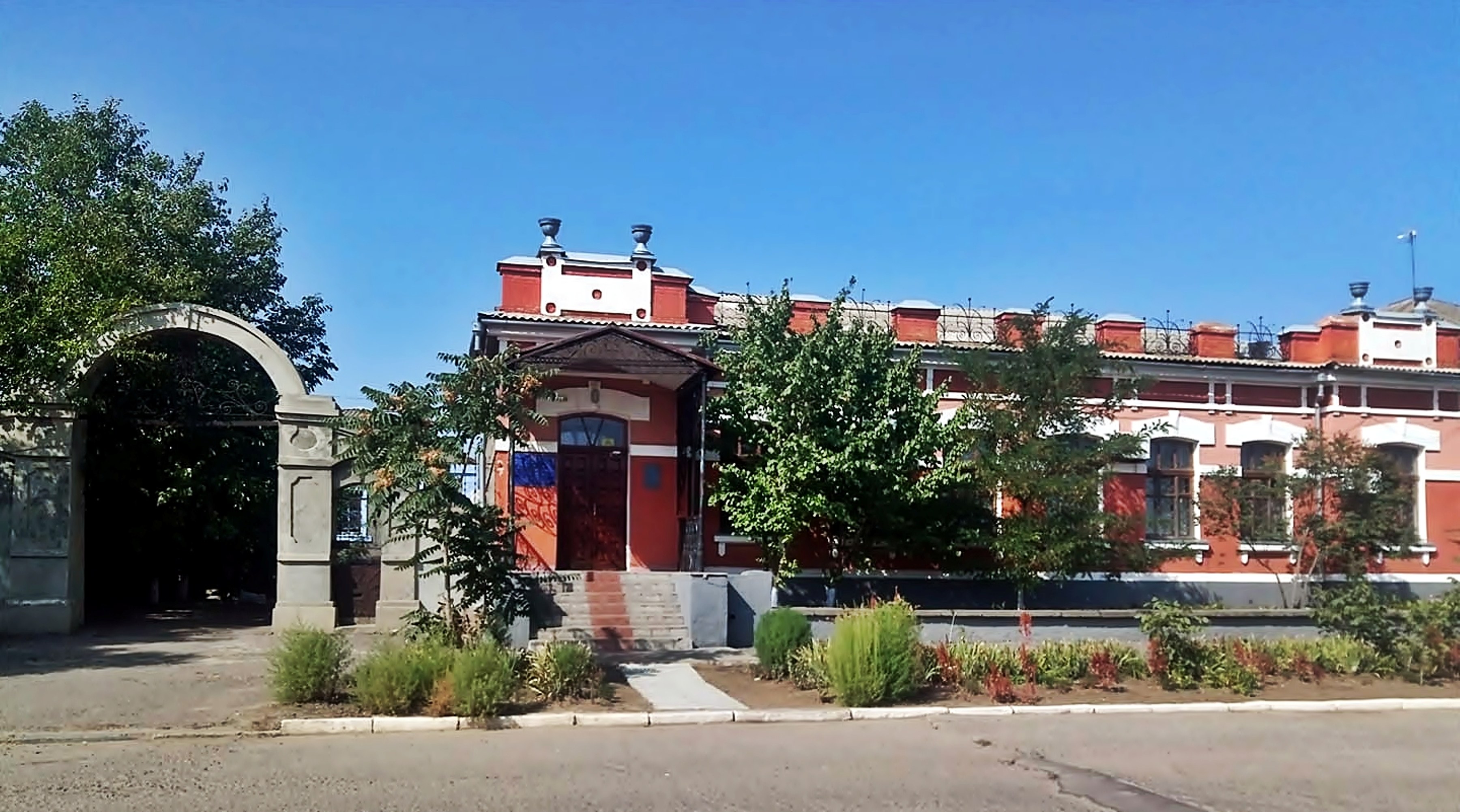
Историческая постройка

В городе работают Дом творчества детей и юношества, Дом культуры, стадион с трибунами на 1500 мест, отдел ЗАГС, отделение банков «Приватбанк» и «Ощадбанк», Центральная районная больница, КП «Снигирёвский рынок», почта, Центральная районная библиотека. Также: два детских сада, Снигирёвская районная гимназия имени Тараса Шевченко, средние школы.
Выходит районная общественно-политическая газета «Вести Снигирёвщины».

## Транспорт
Здесь находится железнодорожная станция Снигирёвка Одесской железной дороги.
Также через город проходят автомобильные дороги.

## Известные жители
В Снигирёвке родились художник Станислав Курак, футболист Юрий Дмитрулин и поэт Вячеслав Козлов.